# Lovere
Lovere est une commune italienne de la province de Bergame, dans la région Lombardie.

## Géographie
Situé sur les rives du Lac d'Iseo au nord de la plaine du Pô, dans les Alpes Italiennes.

## Administration
| Période                                  | Période | Identité        | Étiquette                     | Qualité |
| ---------------------------------------- | ------- | --------------- | ----------------------------- | ------- |
| 27 mai 2019                              |         | Alex Pennacchio | Liste civique L'ago di Lovere |         |
| Les données manquantes sont à compléter. |         |                 |                               |         |

### Communes limitrophes
Bossico, Castro (Bergame), Costa Volpino, Pianico, Pisogne, Sovere

## Personnalités liées à la commune
- Vincenza Gerosa (1784-1847), née et morte à Lovere, est une religieuse réputée pour ses soins aux malades et aux pauvres, cofondatrice à Lovere des Sœurs de la charité de Marie Enfant. Elle est proclamée sainte en 1950.
- Lovere est aussi la ville natale de Mario Stoppani (1895-1959), célèbre pilote d'essai ayant établi plusieurs records dans l'entre-deux-guerres. Il est également mort à Lovere.
- Elena Fanchini (1985-2023), skieuse italienne.